# Mansory (lied)
Mansory (in sommige gevallen gestileerd als MANSORY) is een lied van de Nederlandse rapper Lijpe in samenwerking met rapper Frenna. Het werd in 2021 als single uitgebracht en stond in heftzelfde jaar als tiende track op het album Verzegeld van Lijpe.

## Achtergrond
Mansory is geschreven door Bryan du Chatenier, Rangel Silvaev, Abdel Achahbar, Francis Junior Edusei en Dyvancho Zammir Wever en geproduceerd door Trobi en Vanno. Het is een lied uit het genre nederhop. In het lied rapper de liedvertellers over het succes in hun carrière en leven en over de betekenis van geld voor hunzelf. De bijbehorende videoclip is opgenomen in Dubai. De artiesten zijn onder andere te zien in een luxe autogarage. De single heeft in Nederland de platina status.
De single was voorloper van het album Verzegeld, waarvan Van de buurt ook nog als single werd uitgebracht voordat het hele album te horen was. Het is niet de eerste keer dat de rappers samen op een lied staan; al in 2015 waren ze samen te horen op Valt niet mee.

## Hitnoteringen
De rappers hadden gemengd succes met het lied in het Nederlands taalgebied. Het piekte op de tweede plaats van de Single Top 100 en stond 26 weken in deze lijst. De Nederlandse Top 40 werd echter niet bereikt, het kwam daar tot de zevende positie van de Tipparade. Ook in Vlaanderen was er geen notering in de hitlijst, maar kwam het tot de elfde plek van de Ultratip 100.